# オニャティ
オニャティ（バスク語: Oñati, [o'ɲati]）またはオニャテ（スペイン語: Oñate）は、スペイン・バスク州ギプスコア県のムニシピオ（基礎自治体）。公式名はバスク語表記のOñati。

## 地理
ギプスコア県南西部に位置し、アラバ県と接している。周囲を山に囲まれたデバ川の盆地にある。

## 歴史
ウルビアの平原には巨石群が残り、先史時代からオニャティに人の定住があったことを証明している。
町の名が初めて現れるのは1200年、カラオラ司教が授けた免罪符（Ecclesiam sancti michaeli de Onati）の中においてであった。onatiという名はその後カスティーリャ語で音声の変化がみられ、末尾のiがeへと変わった。
オニャティは伯爵領に組み込まれ、最初はベラ家、その後ゲバラ・デ・アラバ家が伯爵領を継承した。オニャティ伯爵は領域内で権力を持ち、税を集め、市長を任命し、教会の聖職者の叙任権を持ち、司法を行い、他国との戦争では指揮官となった。スマレギの塔は伯爵の住まいであり権力の象徴であった。伯爵の宮廷ではカスティーリャ人が行政を行い、平民や農民と接したのはイダルゴとナバーラ人だった。
オニャティ伯の権力は、ギプスコアとアラバの統合を求める住民たちにしばしば問題視された。1388年、87人のオニャティ有力者が加担したオニャティ伯転覆の試みは失敗に終わった。反乱はベルトラン・デ・ゲバラ伯に過酷なまでに弾圧されたが、1389年まで続いた。16世紀も幾度も反乱がおき、1540年に正式にオニャティはギプスコアへ併合された。しかし1845年に領主制度が完全に廃止されるまで、ギプスコアに完全併合されたとは言いがたい状況であった。オニャティに民意で選ばれた市長が誕生しても、伯爵は市長任命権を依然として保持していたのである。ゲバラ家は1845年まで、オニャティの領主であった。
1201年までオニャティはナバーラ王の臣下であった。その後カスティーリャ王の臣下となった。13世紀からバスクを揺るがしたバンデリサ戦争（es:Guerras de bandos、貴族対農民、都市対貴族、貴族対貴族の構図で起きた権力闘争）では旧勢力側につき、サン・ミゲル修道院の保護、鍛冶職人らの支持を得ていた。オニャティ伯ペドロ・ベレスは軍を率いて1448年に、隣接するアラサーテの村を襲撃した。
1540年にはアラバ司教によってエルナニにオニャティ大学が開校し、1548年にオニャティに移転した。1901年に閉校して大学機能がビルバオのデウスト大学に吸収されるまで、スペイン・バスク唯一の大学であった。
19世紀のカルリスタ戦争ではカルリスタの強力な牙城で軍本部が置かれていた。カルリスタ側の公式文書がここで編集され、カルリスタ軍の武器工場も置かれた。

## 政治
| 政党                                               | 2015   | 2015 | 2011   | 2011 | 2007   | 2007 |
| 政党                                               | 得票率 | 議席 | 得票率 | 議席 | 得票率 | 議席 |
| エウスカル・エリア・ビルドゥ (EH Bildu) / ビルドゥ | 51.98% | 10   | 52.3%  | 11   | -      | -    |
| バスク民族主義党 (EAJ-PNV)                         | 41.01% | 7    | 30.61% | 6    | 44.9%  | 8    |
| バスク社会党 (PSE-EE)                              | 3.55%  | 0    | 3.76%  | 0    | 7%     | 1    |
| 国民党 (PP)                                        | 1.43%  | 0    | 3.21%  | 0    | 5.19%  | 1    |
| アララール                                         | -      | -    | 3.64%  | 0    | -      | -    |
| バスク統一左翼 (EB-B)                              | -      | -    | 3%     | 0    | -      | -    |
| アマイカバット (H1!)                               | -      | -    | 2.88%  | 0    | -      | -    |
| バスク統一左翼/アララール (EB-B/A)                 | -      | -    | -      | -    | 25.04% | 4    |
| バスク連帯 (EA)                                    | -      | -    | -      | -    | 15.85% | 3    |

## 史跡
- オニャティ大学 - 1548年竣工。建物はルネサンス様式。
- サン・ミゲル・アルカンヘル教会 - ルネサンス様式。サン・セバスティアン司教座に属する。
- アランサス教会 - フランシスコ会派。1496年に出現したとされるアランサスの聖母を祀る。幾度かの大火に見舞われ、現在の建物は1955年に完成。

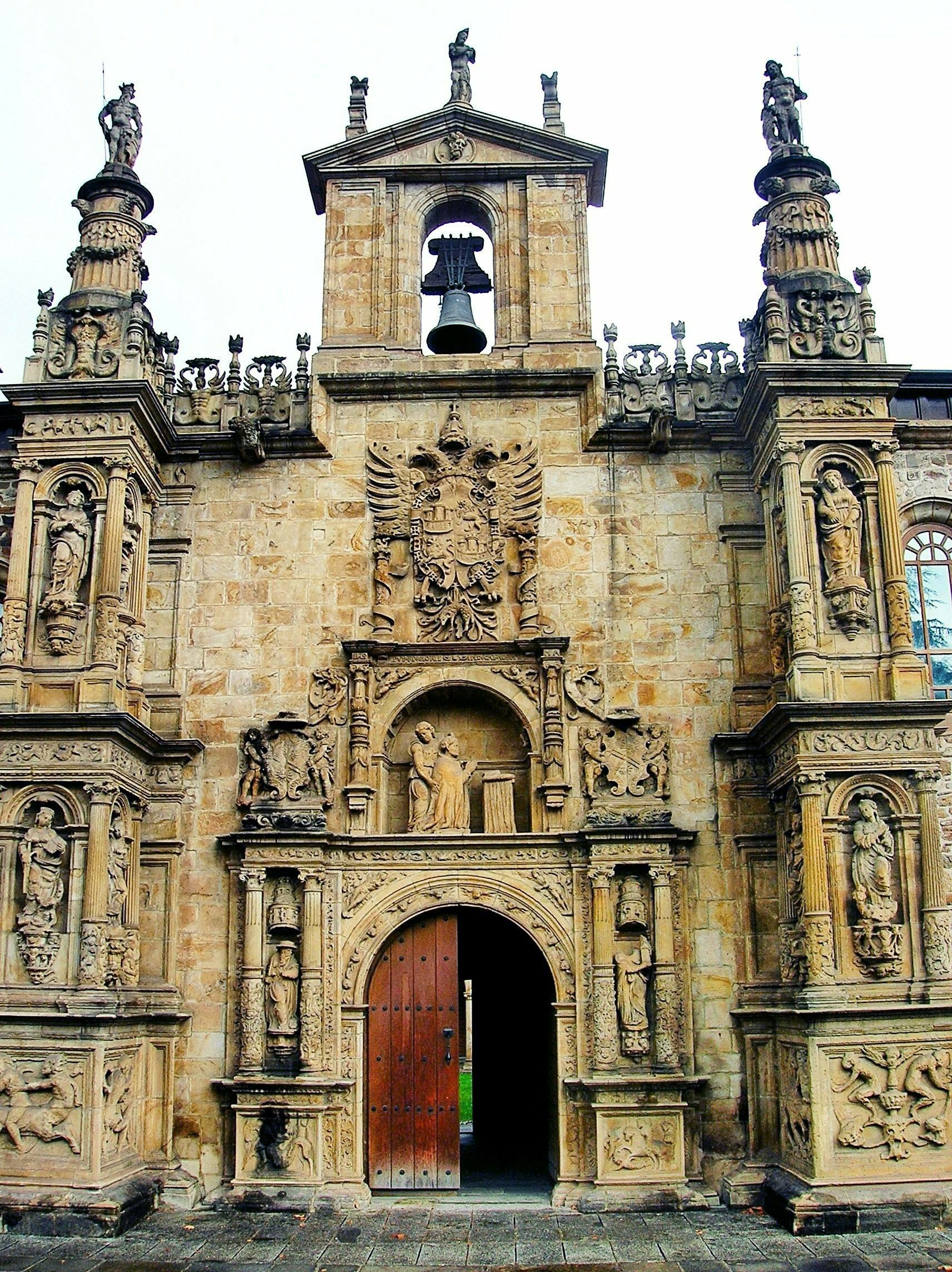
オニャティ大学のファサード
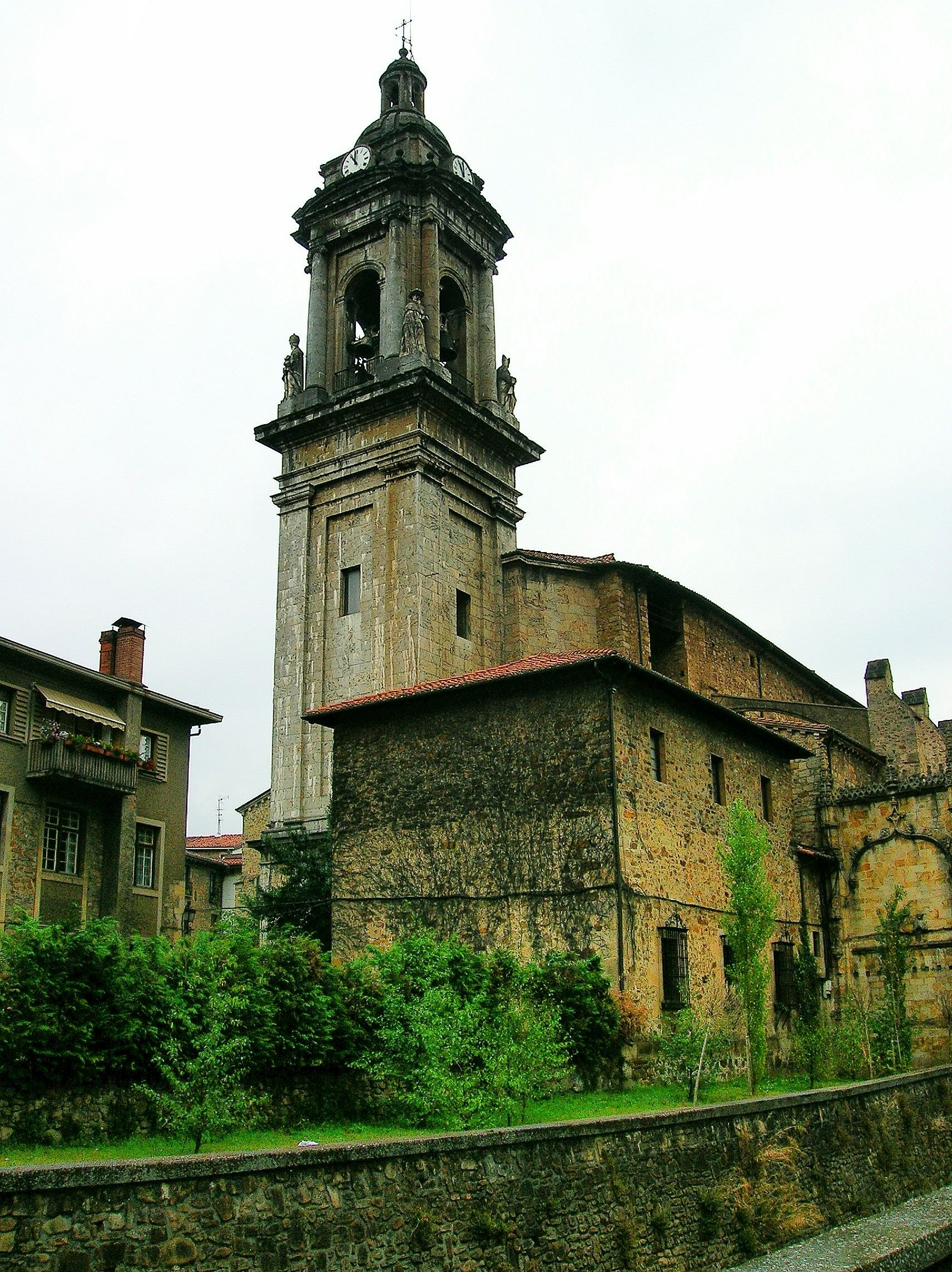
サン・ミゲル・アルカンヘル教会
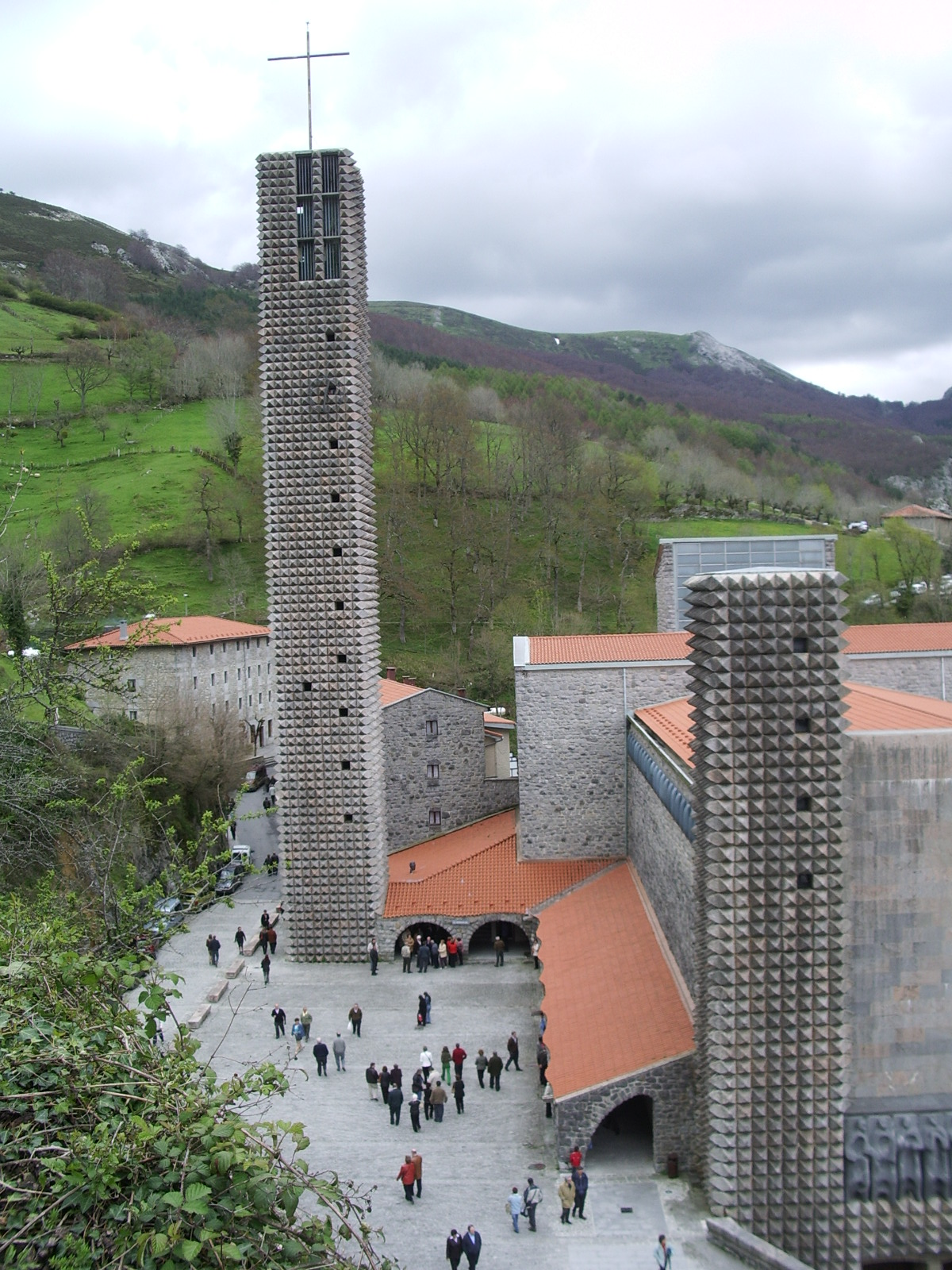
アランサス教会

## 出身者
- ロペ・デ・アギーレ　-　南アメリカの探検家。スペイン王国に対して反乱を起こして殺害された。
- クリストバル・デ・オニャテ　-　ヌエバ・エスパーニャの征服者。
- ルイス・マヌエル・デ・サニャルトゥ -　サンティアゴ市長

## 姉妹都市
- グアダラハラ、メキシコ
- サカテカス、メキシコ
- シャトーベルナール、フランス
- ホセ・クレメンテ・パス、アルゼンチン
- グレイバト・エル・フーラ、西サハラ